# Werner Dromowicz
Werner Dromowicz (* 7. März 1913 in Berlin; † 9. Oktober 2004 ebenda) war ein deutscher Politiker (SPD).
Werner Dromowicz besuchte eine Realschule und machte eine Ausbildung als Funker bei Großfunkstellen. Ab 1932 arbeitete er bei der Deutschen Reichspost. 
Nach dem Zweiten Weltkrieg trat Dromowicz 1950 der SPD bei und wurde 1955 Mitglied des Vorstands der Deutschen Postgewerkschaft (DPG) in Berlin. Bei der Berliner Wahl 1958 wurde er in die Bezirksverordnetenversammlung (BVV) im Bezirk Schöneberg gewählt. 1964 wurde Dromowicz Abteilungsleiter des Fernmeldeamts 3 Berlin, im selben Jahr rückte er im April 1964 in das Abgeordnetenhaus von Berlin nach, da Werner Haase zum Bezirksstadtrat in Schöneberg gewählt wurde. Dromowicz schied im März 1967 aus dem Parlament aus.